# Socket C32
Socket C32はAMDが、Opteron 4000シリーズのために設計したCPUソケットである。シングル、デュアルソケットまでのサーバ用途にデザインされており、4ソケットのハイエンドサーバ向けには別途Opteron 6000シリーズとSocket G34が合わせて設計された。

## 採用製品
CPU
- AMD
  - K10
    - Lisbon

  - Bulldozer
    - Valencia

  - Piledriver
    - Seoul

チップセット
- AMD
  - SR5600 Series